# Années 790
Les années 790 couvrent la période de 790 à 799.

## Événements
- 790-850 : règne de Kaya Maghan Cissé au Ghana. Le dernier roi berbère est assassiné au Ghana. Ses sujets font appel pour lui succéder à un noir Sarakolé, le roi du Ouagadou Kaya Maghan Cissé (le maître de l’or). Au début du règne du premier souverain des Cissé Tounkara, son royaume ne s’étend que sur le Ouagadou et sur l’Aouker, mais quelques années plus tard, il réalise l’unité de tous les Soninké[1]. Le royaume de Ghana maîtrise le trafic de l’or soudanais vers l’islam et l’Europe. Sa capitale compte jusqu’à 20 000 habitants. Le roi et son peuple sont païens mais tolèrent la présence de musulmans.

- 791-805 : guerres des Francs contre les Avars[2].
- 792-793-794 : mauvaises récoltes et famine dans l'empire franc[3].
- 792-794 : concile bouddhique de Lhassa réunissant des moines chinois et indiens pour une dispute doctrinale[4].
- 792 : condamnation de l’adoptianisme, théorie formulée par les évêques Elipand de Tolède et Félix d'Urgell selon laquelle Jésus-Christ est le fils adoptif de Dieu. Félix est invité à se rendre au palais royal de Charlemagne à Ratisbonne où un concile d’évêques francs condamne sa doctrine comme hérétique avant de l’envoyer à Rome pour qu’il abjure devant le pape Adrien. De retour chez lui, Félix retourne à ses opinions qui se répandent jusqu’en Septimanie où vivent de nombreux réfugiés espagnols. L’adoptianisme est de nouveau condamné par le concile de Francfort en 794. En 798, le pape Léon III publie un anathème contre ces nouveaux hérétiques. En 799 ou 800, Charlemagne convoque Félix à Aix-la-Chapelle pour lui ordonner de se disculper[5].
- 793-797 : campagnes de Charlemagne en Saxe. Il déporte les populations en masse et repeuple ces régions avec des colons francs ou slaves[6].
- 793-794 : premières incursions des Vikings en Grande-Bretagne et en Irlande[7]. Début de l'Âge des Vikings. Début de l’installation des Scandinaves dans les Shetland, les Orcades et les Hébrides[8].
- 794-1185 : époque de Heian au Japon[9].
- 795 : Charlemagne établit la Marche d'Espagne (Marca hispanica), à la frontière entre l'Empire carolingien et l'Émirat de Cordoue[10].
- Vers 795 : selon le géographe irlandais Dicuil des moines irlandais, appelés « Papars » par les premiers colonisateurs scandinaves (Landnámabók), séjournent en Islande[11].

## Personnages significatifs
Alcuin
- Al-Hakam Ier
- Alphonse II des Asturies
- Arn de Salzbourg
- Charlemagne
- Constantin VI (empereur byzantin)
- Eginhard
- Félix d'Urgell
- Siegfried Ier de Danemark
- Guillaume de Gellone
- Haroun al-Rashid
- Idris Ier
- Idriss II
- Irène l'Athénienne
- Léon III (pape)
- Paul Diacre
- Pépin le Bossu
- Sakanoue no Tamuramaro
- Théodulf d'Orléans
- Trisong Detsen